# James Bourne (pittore)
James Bourne (Dalby, 1773 – Sutton Coldfield, 1854) è stato un pittore acquarellista britannico attivo a Londra nella prima metà del XIX secolo, in seguito divenne ministro metodista.

## Biografia
Nacque nel 1773 a Dalby, nel Lincolnshire. Visse a Londra fino al 1779 per poi trasferirsi a Manchester. Tornò a Londra nel 1796 dove lavorò come maestro di disegno. Espose alla Royal Manchester Institution di Manchester e tra il 1800 e il 1809 alla Royal Academy of Arts. Il suo indirizzo è indicato nei cataloghi come "30, Park Street, Grosvenor Square" nel 1805, e "20, Princes Street, Cavendish Square" per i successivi quattro anni. Nel 1848 abbandonò l'arte per il ministero metodista. Sua figlia era Edmunda Bourne, madre della biologa Margaret Jane Benson. Morì a Sutton Coldfield nel 1854.
Molti degli acquerelli di Bourne si trovano al Victoria and Albert Museum, e includono una veduta di Dalby Hall, nel Lincolnshire, che era di proprietà di suo fratello. Un'incisione della sala ripresa da un disegno di Bourne fu pubblicata nel Copper-plate Magazine nel 1801. Una selezione delle lettere di Bourne e un libro di memorie dal titolo Letters by the late James Bourne: (in his latter years minister of the gospel at Sutton Coldfield); with Outlines of his Life written by himself, and an Account of his Death vennero pubblicati a Londra nel 1861.

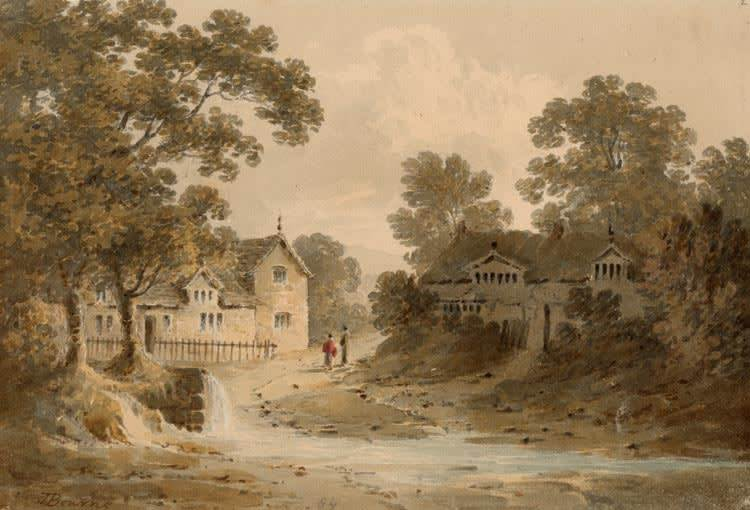
Broughton Spout ritratta da James Bourne